# Дубовий гай (Горбанівка)
Дубо́вий Гай — ботанічна пам'ятка природи місцевого значення в Україні. Розташована в межах Полтавського району Полтавської області, в селі Горбанівка.
Площа 1,5 га. Статус надано згідно з рішенням облвиконкому № 437 від 16.11.1979 року. Перебуває віданні Управління житлово-комунального господарства Полтавського міськвиконкому.
Статус надано для збереження насаджень дуба звичайного на схилі балки, які є залишками природної діброви. Зростає бл. 50 дубів, деякі з ним мають вік понад 300 років.

## Галерея

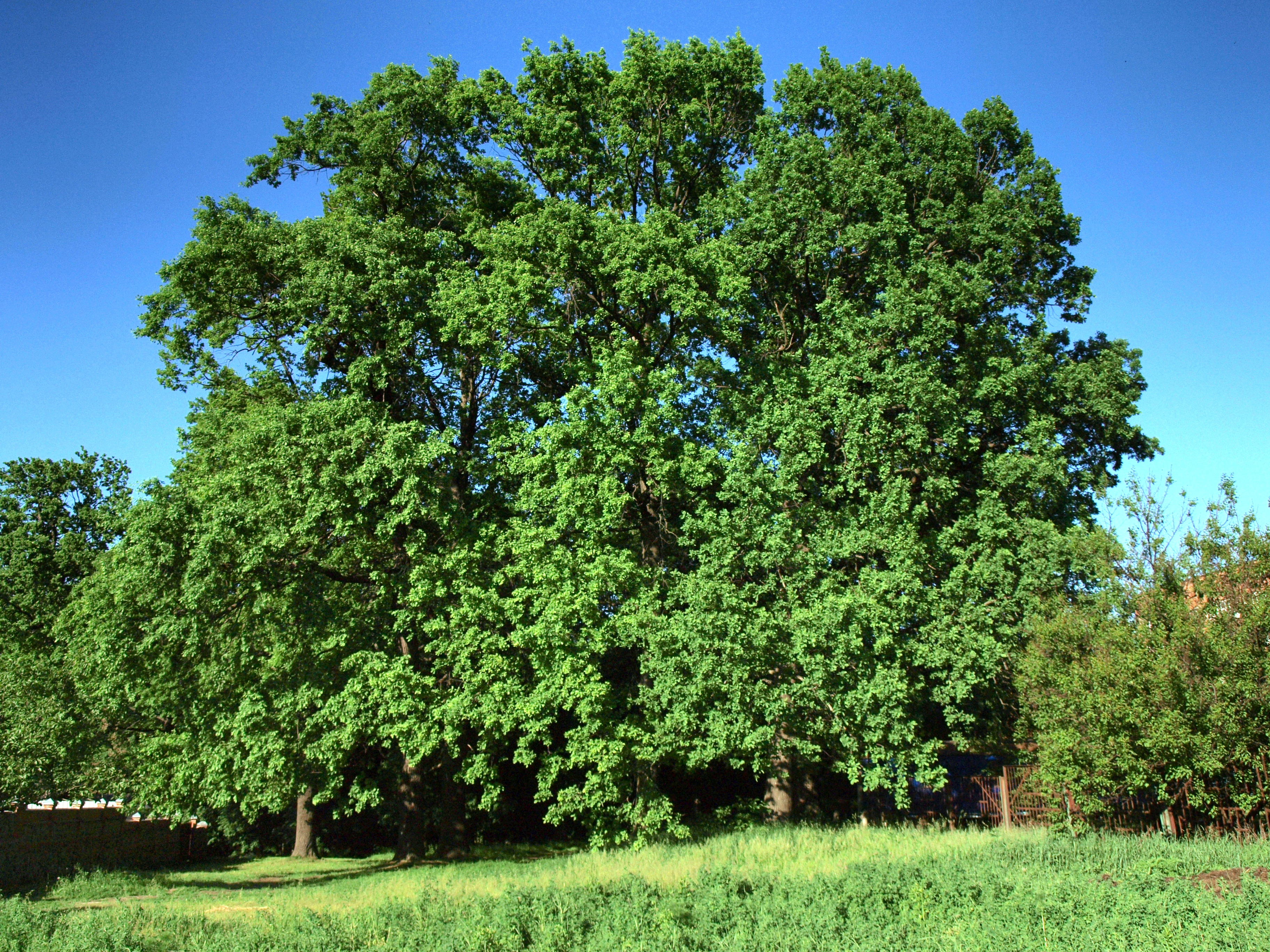
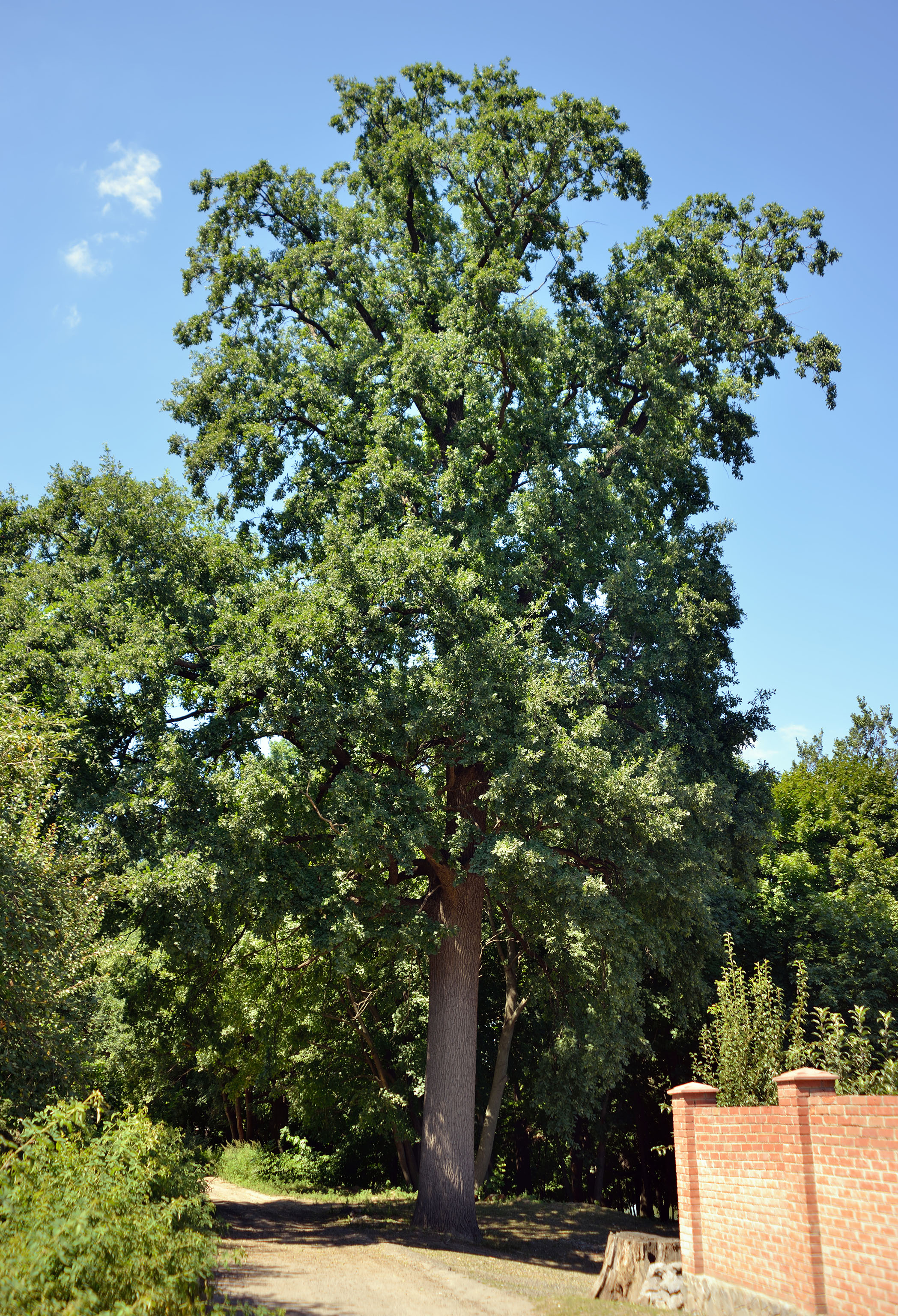
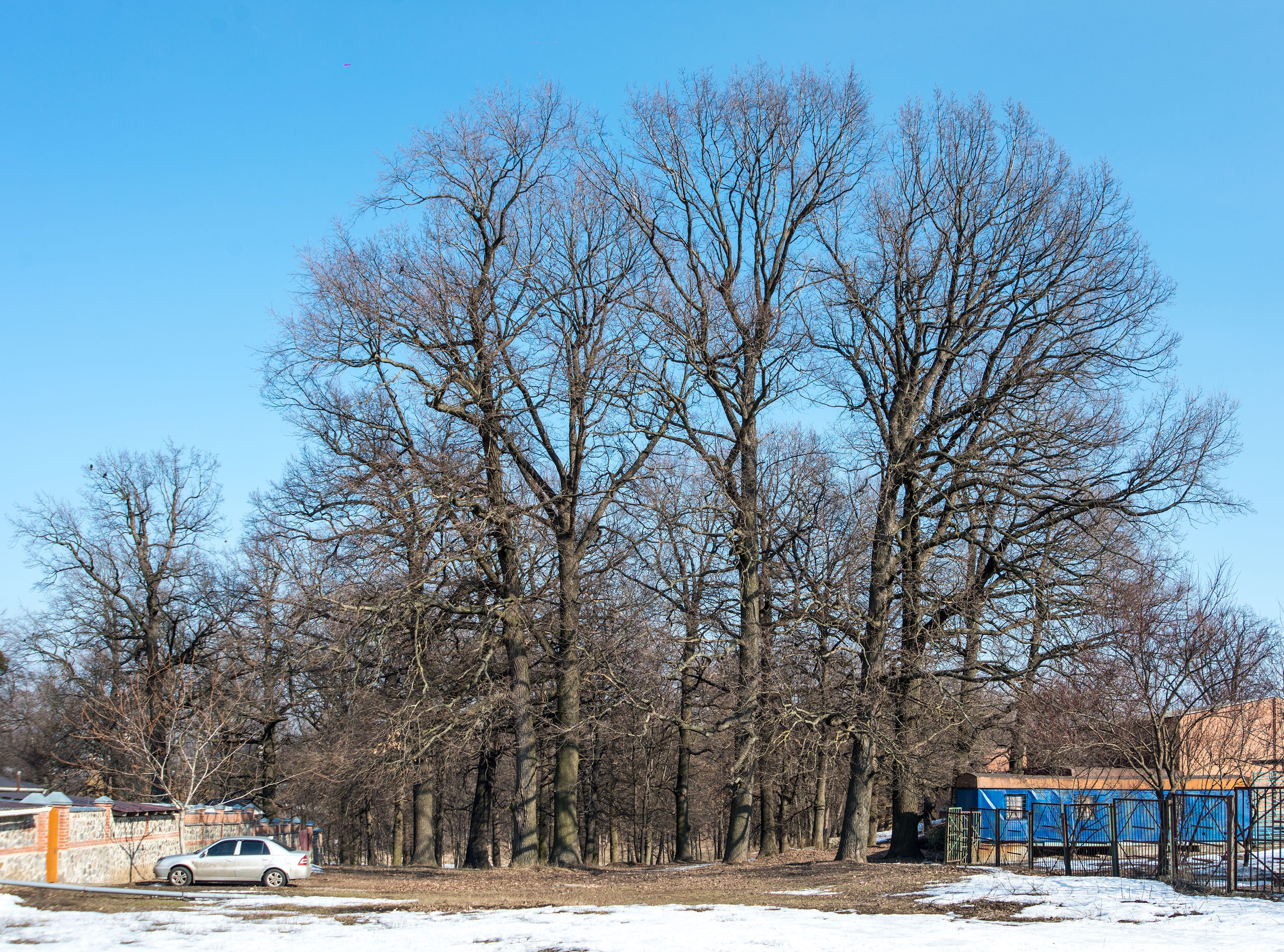